# Dmitrij Grigorjevics Pavlov
Dmitrij Grigorjevics Pavlov (oroszul: Дми́трий Григо́рьевич Па́влов; 1897. november 4. – 1941. július 22.) szovjet tábornok, a Szovjetunió hőse.

## Élete
A második világháború során Németország Szovjetunió elleni offenzivájának (Barbarossa hadművelet) kezdeti szakaszában a Nyugati Front parancsnoka. A kezdeti szovjet katonai kudarcok miatt A Szovjetunió Legfelsőbb Bíróságának Katonai Kollégiuma katonai feladatainak elmulasztása, szovjetellenes összeesküvés, és árulás vádjában bűnösnek találta. Rangjától és vagyonától megfosztották, 1941. július 22-én kivégezték. 1956-ban rangját visszaállították és rehabilitálták.